# Hans Münch
Hans Münch (Mulhouse, 9 marzo 1893 – Basilea, 7 settembre 1983) è stato un direttore d'orchestra, compositore e violoncellista francese naturalizzato svizzero che fu anche pianista, organista e insegnante di musica. Le sue composizioni comprendono una sinfonia (eseguita per la prima volta nel 1951), Symphonische Improvisationen (1971) e diverse cantate.

## Biografia
Nato da una famiglia di musicisti in Francia, Münch era il figlio di Eugen Münch e nipote dell'organista e direttore di coro Ernst Münch. Iniziò la sua formazione musicale con il padre prima di proseguire gli studi di  organo e teoria musicale con Albert Schweitzer. Nel 1912 si trasferì a Basilea, dicendo poi cittadino naturalizzato svizzero. Studiò al conservatorio di Basilea con Emil Braun (violoncello), Adolf Hamm (organo) e Hans Huber (composizione).
Nel periodo 1914-1916 Münch fu violoncellista nell'Orchestra sinfonica di Basilea. Nel 1918 iniziò ad insegnare pianoforte al conservatorio di Basilea dove rimase fino al 1932. Nel periodo 1935-1947 fu direttore dello stesso conservatorio. Fra i suoi allievi vi fu Armando Santiago.
Nel periodo 1921-1926 Münch diresse il Bach Choir a Basilea, e successivamente fu direttore di diversi altri cori a Basilea Basilea Gesangverein e a  Basilea Liedertafel. Nel periodo 1935-1966 diresse l'Allgemeine Musikgesellschaft, sempre a Basilea. Morì a Basilea all'età di novant'anni.